# Ґонскі (Остроленцький повіт)
Ґонскі (пол. Gąski) — село в Польщі, у гміні Леліс Остроленцького повіту Мазовецького воєводства.
Населення — 181 особа (2011).
У 1975-1998 роках село належало до Остроленцького воєводства.

## Демографія
Демографічна структура станом на 31 березня 2011 року:
|          | Загалом | Допрацездатний вік | Працездатний вік | Постпрацездатний вік |
| -------- | ------- | ------------------ | ---------------- | -------------------- |
| Чоловіки | 92      | 17                 | 66               | 9                    |
| Жінки    | 89      | 21                 | 50               | 18                   |
| Разом    | 181     | 38                 | 116              | 27                   |